# Phlogophora violacea
Phlogophora violacea är en fjärilsart som beskrevs av Emilio Berio 1972. Phlogophora violacea ingår i släktet Phlogophora och familjen nattflyn. Inga underarter finns listade i Catalogue of Life.